# Wimbledon 2023 (turniej legend w grze mieszanej)
Wimbledon 2023 – turniej legend w grze mieszanej – zawody mikstowe legend, rozgrywane w ramach trzeciego w sezonie wielkoszlemowego turnieju tenisowego, Wimbledonu. Zmagania miały miejsce w dniach 11–16 lipca na trawiastych kortach All England Lawn Tennis and Croquet Club w London Borough of Merton – dzielnicy brytyjskiego Londynu.

## Drabinka

#### Klucz
- w/o – walkower
- k – krecz
- d – dyskwalifikacja
- Q – kwalifikant
- WC – dzika karta
- LL – szczęśliwy przegrany
- Alt – zawodnik zastępczy
- PR – ochrona rankingu
- SE – specjalna przepustka
- ITF – ranking ITF
- JE – ranking juniorski

### Faza początkowa

#### Grupa B
|    |                                 | Molik Woodbridge           | Bartoli Bahrami           | Keothavong Enqvist         | Martínez Rusedski          | Mecze W–L | Sety W–L | Gemy W–L | Miejsce |
| B1 | Alicia Molik Todd Woodbridge    |                            | 2:6, 6:3, 10–6 (13 lipca) | 2:6, 6:3, 10–5 (15 lipca)  | 7:5, 2:6, 11–13 (11 lipca) | 2–1       | 5–4      | 27–30    | 2.      |
| B2 | Marion Bartoli Mansur Bahrami   | 6:2, 3:6, 6–10 (13 lipca)  |                           | 2:6, 4:6 (11 lipca)        | 6:3, krecz (15 lipca)      | 1–2       | 2–4      | 21–24    | 4.      |
| B3 | Anne Keothavong Thomas Enqvist  | 6:2, 3:6, 5–10 (15 lipca)  | 6:2, 6:4 (11 lipca)       |                            | 5:7, 6:3, 10–12 (12 lipca) | 1–2       | 4–4      | 32–26    | 3.      |
| B4 | Conchita Martínez Greg Rusedski | 5:7, 6:2, 13–11 (11 lipca) | 3:6, krecz (15 lipca)     | 7:5, 3:6, 12–10 (12 lipca) |                            | 2–1       | 4–3      | 26–26    | 1.      |

## Pula nagród
| Runda                    | Pieniądze (£) |
| Zwycięzcy                | 32 000        |
| Finaliści                | 26 000        |
| Drugie miejsce w grupie  | 22 000        |
| Trzecie miejsce w grupie | 22 000        |
| Czwarte miejsce w grupie | 22 000        |